# 張国樑
張 国樑（ちょう こくりょう、Zhāng Guóliáng、1823年 - 1860年）は、清の軍人。初名は嘉祥、字は殿臣。広東省高要出身。
若い時より任侠を好んで匪賊となったが、広東按察使労崇光に招かれて官軍に入った。咸豊元年（1851年）、守備に抜擢されて欽差大臣向栄の部隊に属し、向栄に従い湖南省に入り、太平天国軍と戦った。咸豊3年（1853年）より南京郊外の江南大営に駐屯して太平天国と戦い、総兵に昇進した。
咸豊6年（1856年）、江蘇巡撫ジルハンガ（吉爾杭阿）が鎮江で戦死したため、救援に向かった時、太平天国軍は南京から江南大営へ進軍した。向栄は抵抗出来ず、張国樑は鎮江から急遽引き返したが太平天国軍に包囲網を破られた結果、江南大営は壊滅し向栄と共に丹陽に退いた（第一次江南大営攻略）。この時張国樑軍は勇戦し、長江南北の諸軍で太平天国軍が恐れたのは張国樑のみであったという。向栄の死後、和春が後任の欽差大臣となった。
咸豊7年（1857年）、湖南提督となり5年ぶりに鎮江を回復。江南大営を再建し、和春と共に南京を再包囲した。翌8年（1858年）に揚州を回復し、江南提督に異動となった。
だが咸豊10年（1860年）、太平天国軍は再び江南大営への攻撃を開始。またもや包囲網が崩壊した結果、清軍は江南大営を守りきれず和春と張国樑は丹陽に退いた（第二次江南大営攻略）。張国樑は丹陽でも敗退し、渡河中に溺死した。残存兵力は部下の馮子材が結集させ、鎮江で太平天国に抵抗していった。
死後、太子太保と忠武の諡号が贈られた。